# Vela Luka
Vela Luka je manjše mesto z okoli 3.800 prebivalci (2021) in pristanišče na zahodnem delu otoka Korčula (Hrvaška) ter sedež občine Vela Luka, ki spada pod Dubrovniško-neretvansko županijo.

## Geografija
Vela Luka, ki leži v istoimenskem zalivu, je največje naselje na otoku Korčula. Večji del mesta leži na blagih pobočjih 150 m visokega vrha Splinski Rat, in ravnico pod vrhom 183 m visokega Humić-a. Samo mesto je z okoliškimi griči dobro zaščiteno pred severnimi in južnimi vetrovi, medtem pa je poleti izpostavljeno osvežujočemu maestralu. Mesto se je pričelo intenzivneje naseljevati v prvih desetletjih 19. stoletja.
V južnem kraku zaliva je znana ladjedelnica »Greben«, ki nudi usluge tudi navtičnim turistom. Pristaja se lahko ob pomolu, kjer morje doseže globino do 4 metre, ali ob 150 metrov dolgi pristaniški obali, kjer je morje globoko do 5 metrov. Zaliv je varen pred vetrovi, le kadar piha močan zahodnik so lahko valovi večji.
Na obali v mestnem parku stoji spomenik padlim partizanom, delo kiparja Mirka Ostoje. Jugozahodno od mesta se nahaja manjše jezero Blato. Velo Luko trajekt povezuje s Splitom ter Ublijem na otoku Lastovo.

## Prebivalstvo
V Veli Luki (upravno območje občine) je po popisu iz leta 2001 stalno živelo 4380 stalnih prebivalcev, 20 let kasneje pa le 3789/3772 (popis 2021), medtem ko jih je bilo 100 let nazaj (1921) še preko 5.000. Poleg Vele Luke je v občini še manjše naselje Potirna (ok. 20 prebivalcev) ter zaselka Poplat in Gradina.
| Pregled števila prebivalcev po letih | Pregled števila prebivalcev po letih | Pregled števila prebivalcev po letih | Pregled števila prebivalcev po letih | Pregled števila prebivalcev po letih | Pregled števila prebivalcev po letih | Pregled števila prebivalcev po letih | Pregled števila prebivalcev po letih | Pregled števila prebivalcev po letih | Pregled števila prebivalcev po letih | Pregled števila prebivalcev po letih | Pregled števila prebivalcev po letih | Pregled števila prebivalcev po letih | Pregled števila prebivalcev po letih | Pregled števila prebivalcev po letih |      |      |
| ------------------------------------ | ------------------------------------ | ------------------------------------ | ------------------------------------ | ------------------------------------ | ------------------------------------ | ------------------------------------ | ------------------------------------ | ------------------------------------ | ------------------------------------ | ------------------------------------ | ------------------------------------ | ------------------------------------ | ------------------------------------ | ------------------------------------ | ---- | ---- |
| 1857                                 | 1869                                 | 1880                                 | 1890                                 | 1900                                 | 1910                                 | 1921                                 | 1931                                 | 1948                                 | 1953                                 | 1961                                 | 1971                                 | 1981                                 | 1991                                 | 2001                                 | 2011 | 2021 |
| 1218                                 | 0??                                  | 1940                                 | 2632                                 | 3563                                 | 4334                                 | 5026                                 | 4038                                 | 4091                                 | 4310                                 | 4297                                 | 4193                                 | 4398                                 | 4464                                 | 4380                                 | 4137 | 3772 |

## Gospodarstvo
Prebivalci Vele Luke se ukvarjajo z poljedelstvom, vinogradništvom, ribolovom in predelavo rib, ladjedelništvom in turizmom.
Ob zalivu Kale, katerem so sloji »zdravilnega blata«, so zgradili moderen zraviliški kompleks »Kale«, v katerem nudijo medicinsko vodeno rehabilitacijo.
V kraju so poleg zdravilišča še hoteli: H.Adria, H.Dalmacija, H.Pojzedon in kamp Mindel.

## Zgodovina
Vela Luka je bila naseljena že v neolitiku, kar dokazujejo najdbe v Veloj Spilji in najdbe na lokaciji Benificij. Tu so pri arheoloških izkopavanjih našli ostanke iz rimskega obdobja, verjetno gre za vilo rustiko. V predelu Gradina se nahaja cerkev sv. Ivana, ki se prvič omenja leta 1415.
V pristanišču so imeli v preteklih stoletjih posestniki iz Brača postavljena skladišča. Med temi skladišči je najstareše skladišče družine Ismaelli, katero je bilo zgrajeno  1480.
Mestni muzej ima prostore v palači »Franulović-Repak«. Poleg navedenega, imamo tudi zbirko slik sodobne umetnosti, fotografij in skulptur domačih in svetovnih umetnikov, ki je bila v 70. letih podarjena mestu Vela Luka. V veliki razstavi privatne Galerije Anke Prizmić-Sege, ki je bila odprta leta 1983, se hranijo številne skulpture in slike te priznane umetnice, rojene v Veli Luki.
Med drugo svetovno vojno je bil konec leta 1943 v naselju nastanjen 3. bataljon 1. prekomorske brigade.